# Wysocko (województwo podkarpackie)
Wysocko – wieś w Polsce położona w województwie podkarpackim, w powiecie jarosławskim, w gminie Laszki.
Wieś Wysoczko należąca do miasta Jarosławia położona była na przełomie XVI i XVII wieku w powiecie przemyskim ziemi przemyskiej województwa ruskiego. W latach 1975–1998 miejscowość należała administracyjnie do województwa przemyskiego.
W miejscowości znajduje się pałac należący przed laty do Jana III Sobieskiego. Obok pałacu znajduje się park, który jest licznie odwiedzany przez turystów oraz mieszkańców. Sam Jan III Sobieski zasadził tam ponad 200 drzew. Obecnie w pałacu mieści się Dom Pomocy Społecznej.
We wsi działa założony w roku 1950, klub piłkarski „Tęcza” Wysock. W sezonie 2024/2025 występuje w A klasie w grupie jarosławskiej. 

## Położenie
Wieś Wysocko leży w zachodniej części Gminy Laszki. Geograficznie należy do Kotliny Sandomierskiej i Doliny Sanu. Rzeka San jest zachodnią granicą wsi Wysock i Gminy Laszki. Przez teren wsi przepływa rzeka Szkło, prawobrzeżny dopływ rzeki San. Od południowej strony granicą wsi jest starorzecze rzeki Szkło.

## Części wsi
| SIMC    | Nazwa         | Rodzaj    |
| ------- | ------------- | --------- |
| 0605855 | Węgry         | część wsi |
| 0989318 | Wysocko-Osada | część wsi |

## Historia
Pierwsze wzmianki o wsi pochodzą z 1447. Położony w ziemi przemyskiej Wysock początkowo był własnością Jana z Tarnowa herbu Leliwa. Następnie miejscowość należała między innymi do nieznanego z imienia Ossolińskiego i do królowej Marysieńki, która odziedziczyła ją po swym pierwszym mężu ordynacie Janie Zamoyskim i często bywała w wybudowanym tu przez siebie pałacu. Częstym gościem był w Wysocku także król Jan III Sobieski. W czasie bytności dworu królewskiego Wysock pełnił funkcje stołeczne, między innymi goszczono tu posła króla Francji. 
Wieś została spustoszona w czasie najazdu tatarskiego w 1672. Następnie majątek krótko był własnością Rakoczego, a w 1712 jego właścicielami zostali Adam Mikołaj i Elżbieta Sieniawscy. W latach 1724–1734 w Wysocku powstał nowy pałac ufundowany przez Marię Zofię z Sieniawskich, zaprojektowany przez Giovanniego Spazzio. W tym czasie powiększono założony przez królową Marysieńkę park - jeden z piękniejszych w stylu francuskim w południowo-wschodniej części Polski w jej obecnych granicach. Następnym właścicielem dóbr został August Czartoryski po ślubie z Marią Sieniawską, kolejnym był ich syn, Adam Kazimierz Czartoryski, a od 1812 jego córka Maria Czartoryska księżna Wirtemberska. Od lat 40. XIX w. dobra wysockie należały do rodziny Zamoyskich, najpierw do Zdzisława Jana Zamoyskiego (1810-1855) potem do jego syna Stefana Zamoyskiego (1837-1899), a po jego śmierci w imieniu spadkobierców dobrami zarządzał jego syn, Zygmunt Zamoyski (1875-1931).

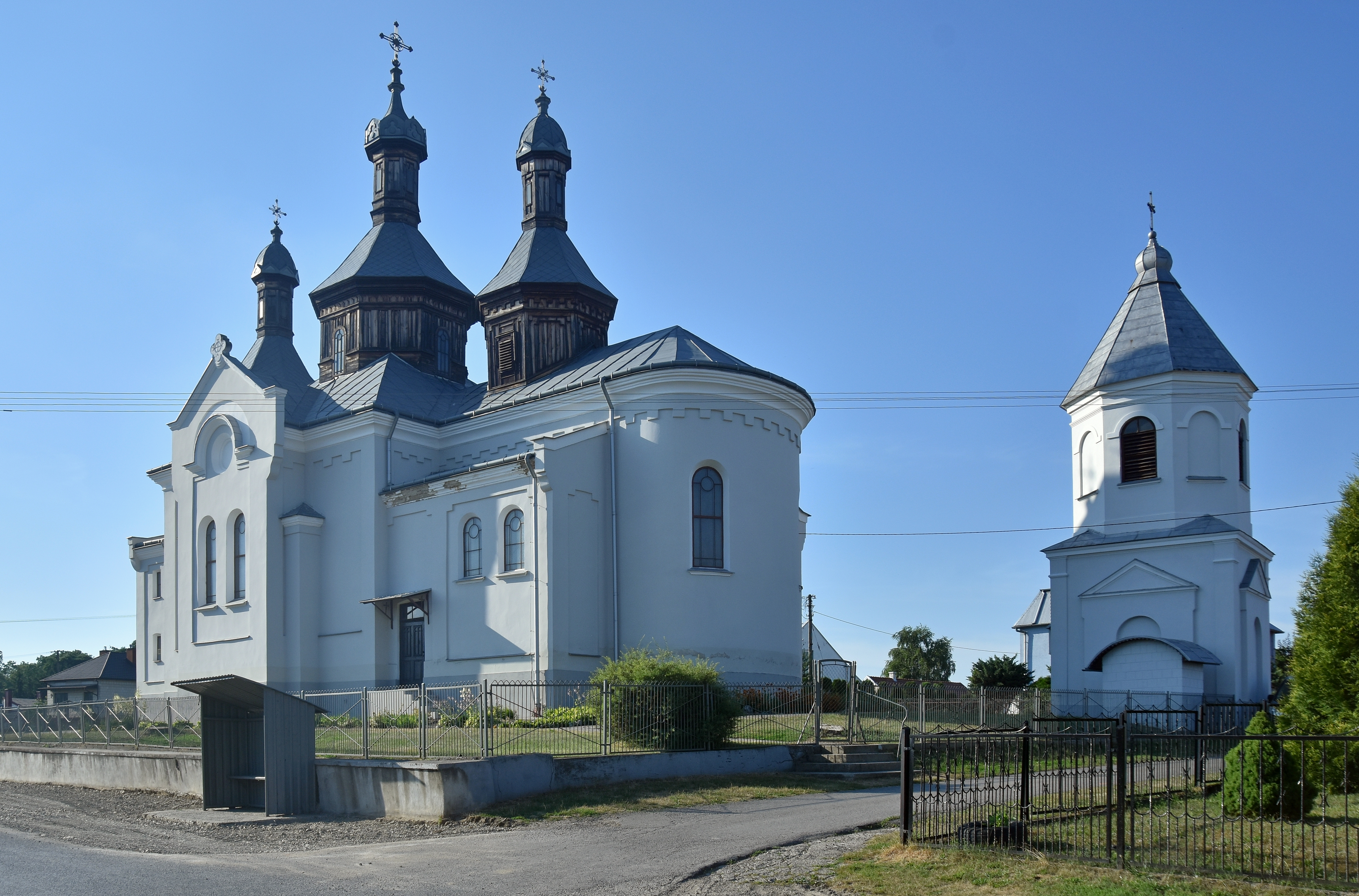
Kościół filialny w Wysocku

## Zabytki
- Pałac z lat 20. XVIII wieku według projektu Giovanniego Spazzio. Od końca II wojny światowej pałac jest siedzibą DPS.
- Aleja Lipowa – z czasów Jana III Sobieskiego.
- Kuźnia (obecnie w stanie ruiny) – murowana, pochodząca z XIX wieku wraz ze stajnią z tego okresu.
- Park Dworski założony w XVII wieku i powiększony w wieku następnym. W parku znajduje się kamienny obelisk z 1883 roku.
- Cerkiew greckokatolicka z 1889 roku, obecnie użytkowana jako kościół rzymskokatolicki.
- Zabytkowa studnia wiejska i drewniany dom wiejski (nr 5).